# Джевахир
Джевахир (тур. Cevahir) — торговый центр, расположенный в городе Стамбул, Турция, в районе Шишли. Открыт в 2005 году. Центр развлечений и покупок для всех возрастов. Шесть этажей магазинов.

## Описание центра
Был построен за 250$ млн. Площадь торгового центра 420 000 кв.м., 110000 кв.м. отведено под магазины и рестораны. Под одной крышей находится 343 магазина, 24 кафе быстрого питания и 24 ресторана. Торговый центр имеет автостоянку на 2500 автомобилей.
Торговый центр расположен в деловом квартале в европейской части Стамбула, до него легко добраться на метро, доехав до станции Şişli.